# Nogent-le-Rotrou (quận)
Quận Nogent-le-Rotrou là một quận của Pháp nằm trong tỉnh Eure-et-Loir thuộc vùng Centre-Val de Loire. Nó có 4 tổng và 52 xã.

## Đơn vị hành chính

### Tổng
Các tổng của quận Nogent-le-Rotrou là:
1. Authon-du-Perche
2. La Loupe
3. Nogent-le-Rotrou
4. Thiron-Gardais

### Xã
Các xã của quận Nogent-le-Rotrou, và mã INSEE là:
| 1. Argenvilliers (28010)           | 2. Authon-du-Perche (28018)              | 3. Beaumont-les-Autels (28031)      | 4. Belhomert-Guéhouville (28033)        |
| 5. Brunelles (28063)               | 6. Béthonvilliers (28038)                | 7. Champrond-en-Gâtine (28071)      | 8. Champrond-en-Perchet (28072)         |
| 9. Chapelle-Guillaume (28078)      | 10. Chapelle-Royale (28079)              | 11. Charbonnières (28080)           | 12. Chassant (28086)                    |
| 13. Combres (28105)                | 14. Coudray-au-Perche (28111)            | 15. Coudreceau (28112)              | 16. Fontaine-Simon (28156)              |
| 17. Frazé (28161)                  | 18. Friaize (28166)                      | 19. Frétigny (28165)                | 20. Happonvilliers (28192)              |
| 21. La Bazoche-Gouet (28027)       | 22. La Croix-du-Perche (28119)           | 23. La Gaudaine (28175)             | 24. La Loupe (28214)                    |
| 25. Le Thieulin (28385)            | 26. Les Autels-Villevillon (28016)       | 27. Les Corvées-les-Yys (28109)     | 28. Les Étilleux (28144)                |
| 29. Luigny (28219)                 | 30. Manou (28232)                        | 31. Margon (28236)                  | 32. Marolles-les-Buis (28237)           |
| 33. Meaucé (28240)                 | 34. Miermaigne (28252)                   | 35. Montigny-le-Chartif (28261)     | 36. Montireau (28264)                   |
| 37. Montlandon (28265)             | 38. Moulhard (28273)                     | 39. Nogent-le-Rotrou (28280)        | 40. Nonvilliers-Grandhoux (28282)       |
| 41. Saint-Bomer (28327)            | 42. Saint-Denis-d'Authou (28331)         | 43. Saint-Jean-Pierre-Fixte (28342) | 44. Saint-Maurice-Saint-Germain (28354) |
| 45. Saint-Victor-de-Buthon (28362) | 46. Saint-Éliph (28335)                  | 47. Soizé (28376)                   | 48. Souancé-au-Perche (28378)           |
| 49. Thiron-Gardais (28387)         | 50. Trizay-Coutretot-Saint-Serge (28395) | 51. Vaupillon (28401)               | 52. Vichères (28407)                    |